# 정효항
정효항(鄭孝恒,?~?). 조선 초기의 문신. 본관은 경주(慶州)이다. 단종조의 충신이자 증좌찬성(贈左贊成)에 증직된 정지년(知年)의 아들이다. 1481년(성종 12) 서거정(徐居正) 등과 함께 「동국여지승람(東國輿地勝覽)」50권을 편찬했으며 1485년 서거정 등과「동국통감 (東國通鑑)」 57권을 편수하는데 참여했다.

## 생애
생원시에 합격한 뒤 1451년(문종 1) 생원(生員)으로 증광문과(增廣文科)에 급제하였다. 이후 1455년 세조(世祖)가 즉위하자 부교리(副校理)를 역임하였고 그해 좌익원종 2등 공신(左翼原從 二等功臣)에 책록되었다.
그 뒤 여러 벼슬을 거쳐 1467년(세조 13) 지평(持平)을 역임하였다. 1481년(성종 12) 서거정(徐居正) 등과 함께 「동국여지승람(東國輿地勝覽)」50권을 편찬하는데 참여했으며 1485년 서거정 등과「동국통감 (東國通鑑)」 57권을 편수하는데 참여했다. 뒤에 성균관대사성(大司成) 등을 거쳐 관직은 첨지중추부사(僉知中樞府事)에 이르렀다.
　

## 약력
- 1451년 문종 1년 생원으로 증광문과에 정과로 급제하였다.
- 1455년 세조가 즉위하자 부교리로서 좌익원종공신(佐翼原從功臣) 2등에 책록되었다.
- 1467년 세조 13년 지평이 되었다.
- 성종 때 서거정(徐居正) 등과 함께 동국여지승람, 동국통감 편수에 참여하였다.
- 성균관대사성
- 첨지중추부사(僉知中樞府事)

## 가족
- 조부: 정렴(鄭廉)
- 부: 정지년(鄭知年)
- 동생 : 정효상

## 같이 보기
- 서거정
- 동국여지승람
- 동국통감
- 김수온
- 김종직
- 신용개
- 신숙주
- 정인지